# Мейер, Адольф де
Барон Адольф де Мейер (фр.  Adolphe Edward Sigismund de Meyer, 1868, Париж — 1946, Лос-Анджелес) — французский фотограф, художник, коллекционер искусства, один из важнейших мастеров модной фотографии. В 1913 году он стал первым официальным фешн-фотографом журнала Vogue.

## Биография

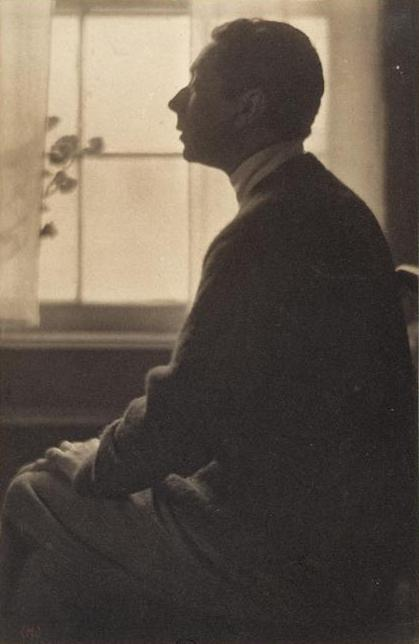
Кларенс Хадсон Уайт. Портрет Альфреда де Мейера, ок. 1920

Отец — парижский банкир немецко-еврейского происхождения, мать — родом из Шотландии. Учился в Дрездене. В 1893 стал членом Королевского фотографического общества Великобритании, в 1895 году — переехал в Лондон. В 1899 женился на светской красавице Ольге Караччоло, крёстным отцом (а по слухам — и реальным отцом) которой был король Эдуард VII. Брак был союзом по расчету, поскольку Мейер отличался гомосексуальными наклонностями, а его жена была бисексуальной. Близость к королю сыграла Мейеру хорошую службу: по просьбе Эдуарда VII король Саксонии Фридрих Август пожаловал фотографу титул барона.
В 1898—1913 годах де Мейеры жили в модном Кадоган Гарденс (Cadogan Gardens) в Лондоне. Между 1903 и 1907 годами его работы публиковались в ежеквартальном журнале Альфреда Стиглица Camera Work. В 1912 году он снимал Вацлава Нижинского в Париже.
В 1914 году Мейер вместе с женой переехал в США, где работал на модные журналы Vogue, Vanity Fair, Harper’s Bazaar. В 1922 году вернулся в Париж и прожил там до войны. Возвратившись в 1939 году в США, он почувствовал себя и своё искусство живым анахронизмом.

## Модели

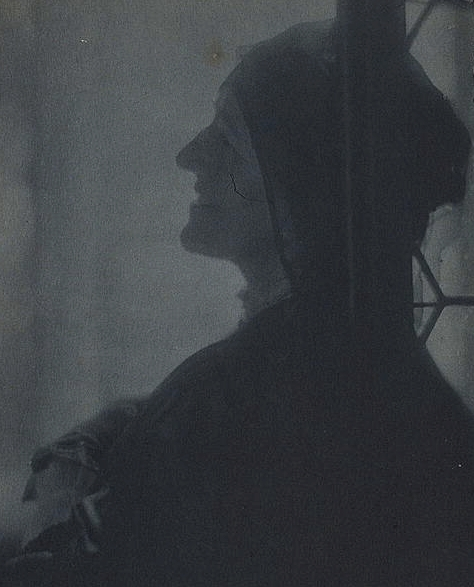
Адольф де Мейер. Портрет Гертруды Кезебир, 1905

Адольф де Мейер более всего известен своими портретами начала XX века. Среди моделей Мейера были король Эдуард VII и король Георг V, Мария Текская, актрисы Мэри Пикфорд, Нелли Мелба, Лиллиан Гиш, актёр Джон Берримор, светские дамы эпохи — Рита Лидиг, Луиза Казати, Билли Берк, танцовщицы Рут Сен-Дени, Ирен Касл. Он оставил ряд фотографий своей жены.

## Наследие и признание
Большинство работ Мейера погибло в годы войны. Известный фотограф Сесил Битон назвал Мейера Дебюсси фотографии. Его сближают с пикториализмом.